# Seznam ukrajinských fotografek
Toto je seznam ukrajinských fotografek, které se na Ukrajině narodily nebo jejichž díla jsou s touto zemí úzce spojená. Seznam je seřazený podle abecedy.

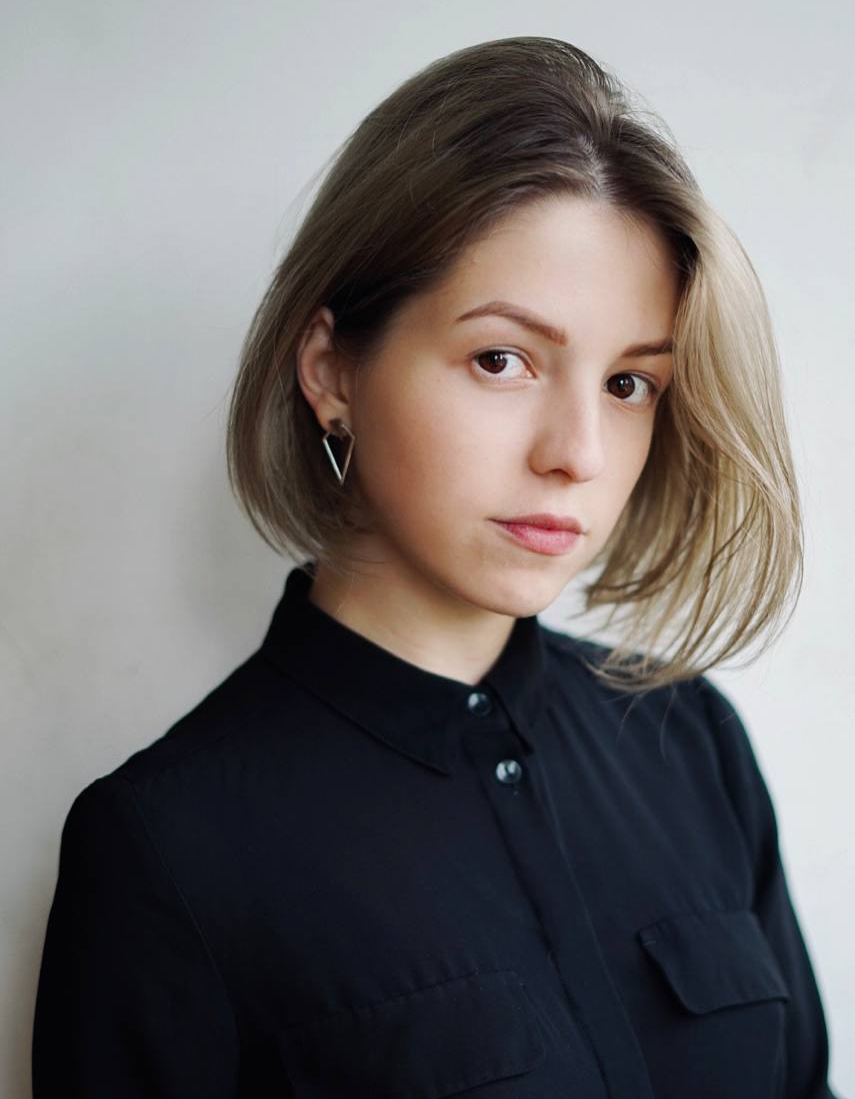
Iva Sidašová (* 1995), pouliční a dokumentární fotografka

## B
- Jevhenija Markivna Bjelorusec (* 1980)
- Vita Bujvyd (* 1962)

## C
- Iryna Cvila (1969—2022), fotografka a vojačka

## F
- Jelena Filatova (* 1974), motocyklistka, spisovatelka a fotografka (Černobyl)

## G
- Olena Golub (?)
- Mečyslava Ganicka (?)

## H
- Lidija Hryhorjeva (* 1945), fotografka a básnířka

## J
- Sofija Jablonská (1907–1971), ukrajinská a francouzská spisovatelka, novinářka, cestovatelka a fotografka
- Jelena Jemčuková (* 1970), americká profesionální fotografka, výtvarnice a filmová režisérka ukrajinského původu, známá spoluprací s hudební skupinou The Smashing Pumpkins
- Bohdana Viktorivna Jehorova (* 1992)
- Olha Dmytrivna Juchym (?)

## K

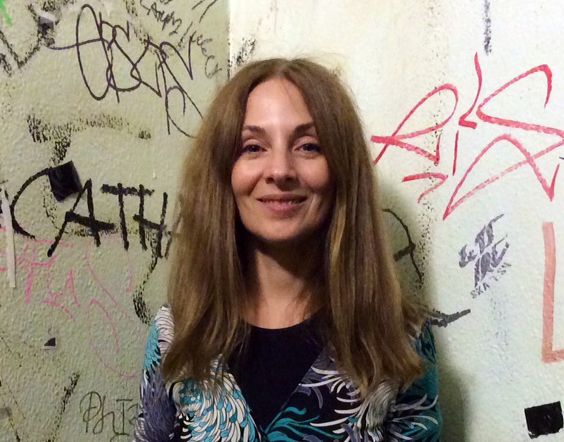
Julija Kisina (* 1966), ukrajinská fotografka, autorka publikací z oboru, od roku 1990 žije v Německu

- Vita Kin (* 1969), ukrajinská návrhářka, módní návrhářka a fotografka
- Julija Kisina (* 1966), ukrajinská fotografka, autorka publikací z oboru, od roku 1990 žije v Německu
- Julija Serhijivna Kočetova (?)
- Oleksandra Kuvšynova (* 1997)

## L
- Dina Litovska (* 1979)

## M
- Tetjana Mychajlyšyn-D'Avignon (* 1942), fotografka, novinářka, umělkyně, spisovatelka, vydavatelka, pedagožka aktivní v americkém Bostonu
- Julyja Aleksandrovna Majorova (?), ukrajinsko-ruská fotografka

## N
- Uljana Neševa (* 1983),  malířka a tatérka známá zejména tetováním s dlouhými větvičkami a květinovým stylem, zajímá se o filmovou fotografii a konceptuální fotografické série

## O
- Rita Ostrovska (* 1953)

## R
- Oleksandra Volodymyrivna Radčenko (* 1975)

## S
- Saša Samsonová (* 1991), ukrajinská módní fotografka a režisérka, žije a pracuje v Los Angeles
- Anna Mychajlivna Senik (* 1988), fotografka, zakladatelka ukrajinské etnofotografie, veřejná a politická osobnost
- Jelyzaveta Servatynska (* 1997), fotožurnalistka, dokumentovala invazi Ruska na Ukrajině
- Iva Sidašová (* 1995), pouliční a dokumentární fotografka
- Olha (Olesja) Jurijivna Serhijiv (1914–2001), fotografka, výtvarnice, správkyně archivu Lesji Ukrajinky
- Margit Sielska-Reich (1900–1980), polsko-ukrajinská malířka a fotografka
- Alina Smutko (* 1992), ukrajinská dokumentární fotografka a fotožurnalistka

## Š
- Bohdana Vitalijivna Ševčenko (* 1995) je ukrajinská novinářka, fotografka, nakladatelka, autorka několika knih o umělecké fotografii
- Valerija Šašenok (* 2001), ukrajinská fotografka, mezinárodní pozornost si získala svými satirickými videi na TikToku, dokumentujícími invazi na Ukrajinu v roce 2022

## V
- Anna Vojtenko (* 1979), fotografka a dokumentaristka
- Anastassia Vlassova (?)

## Z
- Anastasija Vasylivna Zazuljak (* 1999), umělecká fotografka